# Caribou de la toundra
 (novembre 2014).
Sous-espèce
Synonymes
- Rangifer tarandus arcticus (Richardson, 1829)[2] [1]
- Rangifer tarandus excelsifrons Hollister, 1912[1]
- Rangifer tarandus granti J. A. Allen, 1902[1]
- Rangifer tarandus grewensis (Blainville, 1822)[1]
- Rangifer tarandus groenlandicus (Linnaeus, 1767)[1]
- Rangifer tarandus ramosus (Blainville, 1822)[1]
- Rangifer tarandus stonei Allen, 1902[2]

Le Caribou de la toundra (Rangifer tarandus groenlandicus) est une sous-espèce de caribous que l'on retrouve principalement dans les territoires canadiens du Nunavut et des Territoires du Nord-Ouest ainsi que dans l'Ouest du Groenland. 

## Étymologie
Le mot caribou, utilisé pour décrire l’espèce par les premiers explorateurs français, tire son origine du mot micmac « xalibú » ou « kálibu », qui veut dire « celui qui gratte le sol avec sa patte » ou « qui creuse avec une pelle ». Cependant, les explorateurs anglais de l’Arctique n’ont jamais adopté le terme inuktitut « tuktu » (ᓇᐹᕐᑐᕐᑲᓐᖏᑦᑐᒥ ᑐᒃᑐ en inuinnaqtun/inuktitut) pour désigner le caribou.

## Biologie

### Description
Les Caribous de la toundra sont de taille moyenne par rapport aux caribous en général avec les femelles de 90 kg (198 lb) et les mâles de 150 kg (331 lb). Cependant, sur certaines îles de plus petites tailles, la dimension des mâles peut être réduite.
Tout comme le Caribou de Peary, les mâles ainsi que les femelles ont des bois. En général, durant la saison estivale, la fourrure du caribou est brune et est beaucoup plus pâle en hiver. Le cou et la croupe tendent davantage vers une couleur blanc crémeux. Cependant, la coloration peut varier selon la région.

### Reproduction
Le Caribou de la toundra se reproduit généralement à l'automne et vêle en juin, mais il peut ne pas mettre bas jusqu'au mois de juillet. Habituellement, la femelle mettra bas loin de la horde et si possible sur une parcelle de neige. Après la naissance, la femelle nettoiera le veau en le léchant et mangera les tissus et le placenta. Cela peut avoir deux fonctions : remplacer les nutriments perdus à cause de la naissance et aider à réduire l'odeur qui pourrait attirer des prédateurs.

## Écologie

### Nourriture
La source de nourriture principale des Caribous de la toundra est le lichen, mais ils peuvent aussi se nourrir de cypéracées et d'autres herbes ainsi que de brindilles et de champignons. Des caribous ont aussi été observés en train de se nourrir de bois de leur panache et d'algues. Il leur arrive aussi de lécher les dépôts de sel. Quelques observations porteraient à croire qu'il leur arrive à l'occasion de se nourrir de lemmings, d'omble chevalier et d'œufs d'oiseaux.

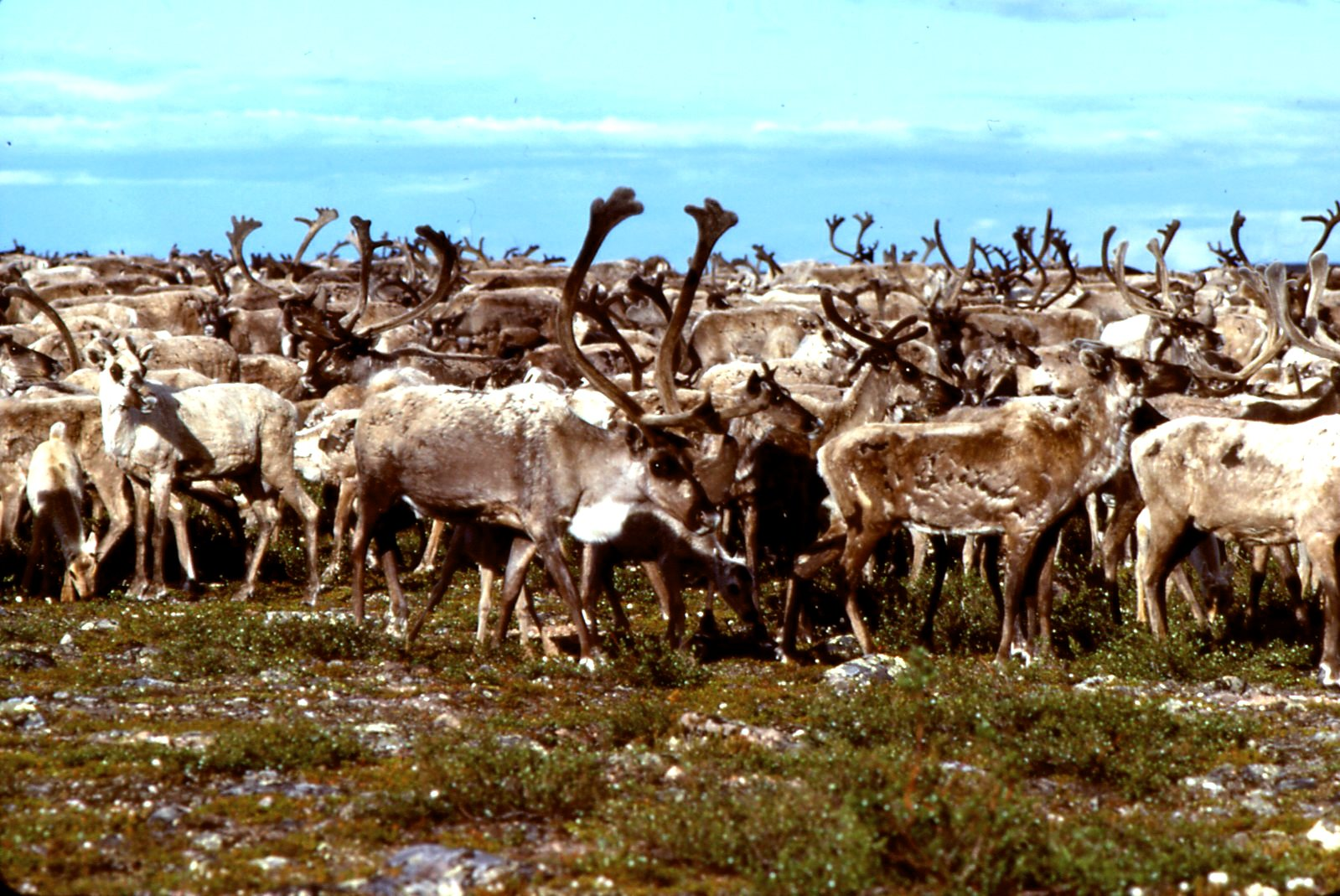
Caribous de la toundra en migration près de la rivière Thelon.

Sur le territoire principal du Canada, les caribous peuvent se déplacer en troupeaux de plusieurs milliers d'individus, mais, sur les îles, ils se déplacent en plus petits groupes dépassant rarement cinquante caribous. Ce sont des animaux migratoires qui peuvent parcourir 1 200 km dans une saison. Quelques hardes comme ceux vivant sur l'île Victoria vont migrer sur le territoire principal du Canada en traversant la mer gelée à l'automne. À ce moment, des petits groupes peuvent former une plus grande harde de plusieurs centaines de caribous. Les troupeaux de caribous du territoire principal vont se déplacer dans les zones côtières pour une partie de l'année à l'exception de la harde de Beverly.

### Prédateurs
Le Caribou de la toundra est une source de nourriture importante pour les Inuits.
Le principal prédateur du Caribou de la toundra est le Loup arctique qui peut suivre un troupeau sur plusieurs kilomètres. Le caribou a une mauvaise vision et une mauvaise audition, mais il est capable de semer un loup à la course.